# 益阳奥林匹克公园
益阳奥林匹克公园，简称益阳奥体公园，也被称为益阳奥体中心、益阳奥林匹克体育中心，位于中华人民共和国湖南省益阳市赫山区康复南路3号，现为国家4A级旅游景区。益阳奥林匹克公园是益阳市人民政府为承办2002年湖南省九运会专门修建的，2003年第五届城运会的部分比赛也在这里进行。公园东西宽约700米，南北长360米余，占地面积共500亩左右，建筑面积4.8万平方米，投资总额为1.62亿人民币。公园内的体育场馆有可容纳30000名观众的体育场、可容纳5000名观众的体育馆、可容纳800名观众的游泳馆和共20块训练场地的羽毛球训练馆，合称“一场三馆”。公园里还有露天游泳池、跳水池及集散广场、停车场、配套服务设施与室外健身活动场地等。
湖南湘涛足球俱乐部的主场设在益阳奥林匹克公园体育场。